# Пухальщина
Пу́хальщина —  село в Україні, у Кременчуцькому районі Полтавської області. Входить до складу Піщанської сільської громади. Населення становить 57 осіб. До 2020 року орган місцевого самоврядування — Ялинцівська сільська рада.

## Населення

### Мова
Розподіл населення за рідною мовою за даними перепису 2001 року:
| Мова       | Кількість | Відсоток |
| ---------- | --------- | -------- |
| українська | 52        | 91.23%   |
| російська  | 5         | 8.77%    |
| Усього     | 57        | 100%     |

## Географія
Село Пухальщина знаходиться за 5 км від греблі Кременчуцького водосховища. На відстані 0,5 км розташовані села Воскобійники та Кіндрівка.